# تور هایردال
تور هایردال (انگلیسی: Thor Heyerdahl؛ زاده ۶ اکتبر ۱۹۱۴ درگذشته ۱۸ آوریل ۲۰۰۲) یک دانشمند در زمینه مردم‌نگاری و ماجراجویی اهل نروژ بود. در مورد او فیلمی به نام کن-تیکی با بازی پال سوره هاگن در سال ۲۰۱۲ ساخته شد. کشتی را